# Waterville Valley
Waterville Valley ist der Name einer Town im Grafton County des US-Bundesstaates New Hampshire in Neuengland. Diese wurde 1829 als Waterville gegründet. Zunächst als Sommerurlaubsort bekannt, begann ab 1965 die Entwicklung zu einem Wintersportort. Das Skigebiet Waterville Valley liegt am Mount Tecumseh. Der Ort Waterville Valley ist umgeben vom White Mountain National Forest, zu dem der größte Teil des ursprünglichen Gemeindegebietes gehört. Das U.S. Census Bureau hat bei der Volkszählung 2020 eine Einwohnerzahl von 508 ermittelt.

## Geschichte
Die Town Waterville  wurde aus Teilen der Land-grants von Gillis and Foss sowie John Raymond gebildet und 1829 als selbstverwaltete Gemeinde anerkannt. Besiedelt wurde das Gebiet des heutigen Ortes in den Jahren ab 1760. Zunächst lebte die Bevölkerung von Landwirtschaft, später vom Holzeinschlag. Bei der ersten Zählung im Jahr 1820 hatte das Gebiet 16 Einwohner. Nachdem im Jahre 1911 der Weeks Act (vgl. John Wingate Weeks) in Kraft trat und die Bundesregierung ermächtigt war, Land zur Einrichtung von Wasserschutzgebieten zu erwerben und als National Forest zu bewirtschaften, verlor die Gemeinde weite Teile ihres Landes.
Der Ort war bis 1966 vor allem als Sommerfrische für Familien bekannt. Neben dem „Waterville Inn“ gab es etwa zwanzig Ferienhäuser in Privatbesitz, die an Gäste vermietet wurden. Bereits in den zwanziger Jahren wurde Golf gespielt. Die Errichtung eines kleinen Skiliftes durch das Hotel nach Ende des Zweiten Weltkrieges war der Beginn des Wintersportes am Ort.
Im Jahre 1965 wurde die Waterville Company Incorporated unter Tom Corcoran, einem Unternehmer, Skisportler und Olympiateilnehmer (1956), gegründet. Diese kaufte in der Folge mit Ausnahme der zwanzig erwähnten, privaten Ferienhäuser alles Land in der Gemeinde auf, das sich in Privatbesitz befand. Es begann die Entwicklung zu einem Wintersportzentrum, die ihren Ausgang am Mount-Tecumseh-Skigebiet nahm. Vor dieser Entwicklung, im Jahre 1962, wurde der Wert des privaten Landes in der Gemeinde mit 82.759 Dollar (damaliger Dollarwert) veranschlagt, und es wurden keine Grundbesitzsteuern erhoben. Im Jahre 1999 (damaliger Dollarwert) lag dieser Wert bei ungefähr 165 Millionen Dollar. Im Jahr 1967 wurde der Name der Town offiziell in Waterville Valley geändert. Zwei Jahre später fand der Skiweltcup zum ersten von vier Malen in Waterville Valley statt.
Während Waterville Valley offiziell 243 ständige Einwohner hat (Stand 2018),  halten sich an den Wochenenden regelmäßig zwischen 4- und 6000 Gäste in der Gemeinde auf. An diesen Zahlen ist ein Teil öffentlichen Einrichtungen und Dienste ausgerichtet.

### Bevölkerungsentwicklung
| Volkszählungsergebnisse – Waterville (ab 1965 Waterville Valley), New Hampshire | Volkszählungsergebnisse – Waterville (ab 1965 Waterville Valley), New Hampshire | Volkszählungsergebnisse – Waterville (ab 1965 Waterville Valley), New Hampshire | Volkszählungsergebnisse – Waterville (ab 1965 Waterville Valley), New Hampshire | Volkszählungsergebnisse – Waterville (ab 1965 Waterville Valley), New Hampshire | Volkszählungsergebnisse – Waterville (ab 1965 Waterville Valley), New Hampshire | Volkszählungsergebnisse – Waterville (ab 1965 Waterville Valley), New Hampshire | Volkszählungsergebnisse – Waterville (ab 1965 Waterville Valley), New Hampshire | Volkszählungsergebnisse – Waterville (ab 1965 Waterville Valley), New Hampshire | Volkszählungsergebnisse – Waterville (ab 1965 Waterville Valley), New Hampshire | Volkszählungsergebnisse – Waterville (ab 1965 Waterville Valley), New Hampshire |
| Jahr                                                                            | 1820                                                                            | 1830                                                                            | 1840                                                                            | 1850                                                                            | 1860                                                                            | 1870                                                                            | 1880                                                                            | 1890                                                                            | 1900                                                                            | 1910                                                                            |
| ------------------------------------------------------------------------------- | ------------------------------------------------------------------------------- | ------------------------------------------------------------------------------- | ------------------------------------------------------------------------------- | ------------------------------------------------------------------------------- | ------------------------------------------------------------------------------- | ------------------------------------------------------------------------------- | ------------------------------------------------------------------------------- | ------------------------------------------------------------------------------- | ------------------------------------------------------------------------------- | ------------------------------------------------------------------------------- |
| Einwohner                                                                       | 16                                                                              | 69                                                                              | 63                                                                              | 42                                                                              | 48                                                                              | 33                                                                              | 54                                                                              | 39                                                                              | 50                                                                              | 16                                                                              |
| Jahr                                                                            | 1920                                                                            | 1930                                                                            | 1940                                                                            | 1950                                                                            | 1960                                                                            | 1970                                                                            | 1980                                                                            | 1990                                                                            | 2000                                                                            | 2010                                                                            |
| Einwohner                                                                       | 95                                                                              | 23                                                                              | 26                                                                              | 11                                                                              | 14                                                                              | 109                                                                             | 180                                                                             | 151                                                                             | 258                                                                             | 247                                                                             |
| Jahr                                                                            | 2020                                                                            | 2030                                                                            | 2040                                                                            | 2050                                                                            | 2060                                                                            | 2070                                                                            | 2080                                                                            | 2090                                                                            | 2100                                                                            | 2120                                                                            |
| Einwohner                                                                       | 508                                                                             |                                                                                 |                                                                                 |                                                                                 |                                                                                 |                                                                                 |                                                                                 |                                                                                 |                                                                                 |                                                                                 |

## Infrastruktur und öffentliche Einrichtungen
Die Infrastruktur ist darauf ausgelegt, neben den wenigen hundert ständigen Bewohnern mehrere tausend Feriengäste zu versorgen. Daher gibt es eine geschlossene Wasserver- und eine mehrstufige Abwasserentsorgung, eine Müllabfuhr sowie eine rund um die Uhr besetzte Polizei. Deren Beamte müssen neben ihrer Qualifikation als Polizisten auch eine solche zur Brandbekämpfung sowie als Notfallsanitäter haben. Zusätzlich gibt es eine Freiwillige Feuerwehr und einen separaten medizinischen Notdienst, beide ebenfalls rund um die Uhr besetzt. Das nächstgelegene Krankenhaus ist das Speare Memorial Hospital in Plymouth. Nicht auf die Feriengäste ausgelegt ist das Schulangebot mit einer Grundschule bis zur achten Klasse samt Kindergarten, die sich mit der gemeindeeigenen Erholungsabteilung Sporteinrichtung, Mehrzweckhalle, Küche und Speiseräume teilt. Der weitere Schulbesuch erfolgt an der Plymouth Regional High School in Plymouth, etwa 15 Meilen entfernt. Dort befindet sich mit der Plymouth State Universität auch die nächstgelegene Universität. Plymouth fungiert als das Haupteinkaufsgebiet von Waterville Valley.

### Verkehr
Die Erschließungsstraße von Waterville Valley ist die NH 49, die von Campton kommend in Waterville Valley endet. In Campton liegt auch eine Anschlussstelle zum Interstate 93. Die Tripoli Road, die durch Livermore und Thornton nach Woodstock führt, ist nur teilweise asphaltiert und im Winter gesperrt.
Die lokale Buslinie des ÖPNV, das für Nutzer kostenlose Resort Shuttle, vulgo "Schuss Bus", wird von der Waterville Valley Resort Association betrieben und verbindet das Skigebiet mit den Beherbergungsbetrieben, dem Stadtzentrum und anderen Haltepunkten. Die Busse fahren in der Skisaison täglich, sowie in der Wandersaison an Wochenenden und feiertags (Stand Februar 2025).
Das nächstgelegene Flugfeld in Plymouth hat eine Graspiste. Eine asphaltierte Landebahn hat der Newfound Valley Airport in Bristol, der nächstgelegene Flughafen mit Linienverkehr ist in Lebanon.